# Lijst van rijksmonumenten in Gooise Meren
De gemeente Gooise Meren telt 305 inschrijvingen in het rijksmonumentenregister. Hieronder een overzicht. 

## Bussum
De plaats Bussum telt 58 inschrijvingen in het rijksmonumentenregister. Zie Lijst van rijksmonumenten in Bussum voor een overzicht.

## Muiden
De plaats Muiden telt 57 inschrijvingen in het rijksmonumentenregister. Zie Lijst van rijksmonumenten in Muiden voor een overzicht.

## Muiderberg
De plaats Muiderberg telt 18 inschrijvingen in het rijksmonumentenregister. Zie Lijst van rijksmonumenten in Muiderberg voor een overzicht.

## Naarden
De plaats Naarden telt 172 inschrijvingen in het rijksmonumentenregister. Zie Lijst van rijksmonumenten in Naarden voor een overzicht.
Aalsmeer ·
Alkmaar ·
Amstelveen ·
Amsterdam ·
Bergen ·
Beverwijk ·
Blaricum ·
Bloemendaal ·
Castricum ·
Den Helder ·
Diemen ·
Dijk en Waard ·
Drechterland ·
Edam-Volendam ·
Enkhuizen ·
Gooise Meren ·
Haarlem ·
Haarlemmermeer ·
Heemskerk ·
Heemstede ·
Heiloo ·
Hilversum ·
Hollands Kroon ·
Hoorn ·
Huizen ·
Koggenland ·
Landsmeer ·
Laren ·
Medemblik ·
Oostzaan ·
Opmeer ·
Ouder-Amstel ·
Purmerend ·
Schagen ·
Stede Broec ·
Texel ·
Uitgeest ·
Uithoorn ·
Velsen ·
Waterland ·
Wijdemeren ·
Wormerland ·
Zaanstad ·
Zandvoort